# Gervasio Deferr
Gervasio Deferr Ángel, född den 7 november 1980 i Barcelona, Spanien, är en spansk gymnast.
Han tog OS-guld i hopp i samband med de olympiska gymnastiktävlingarna 2000 i Sydney och OS-guld i hopp i samband med de olympiska gymnastiktävlingarna 2004 i Aten.
Han tog även OS-silver i fristående i samband med de olympiska gymnastiktävlingarna 2008 i Peking.